# SRO 警視庁広域捜査専任特別調査室
『SRO 警視庁広域捜査専任特別調査室』（エスアールオー けいしちょうこういきそうさせんにんとくべつちょうさしつ）は、富樫倫太郎による日本の警察小説のシリーズ。2009年に中央公論新社〈C★NOVELS〉より刊行され、第2作からは中公文庫より刊行されている。2014年6月時点で、発行部数はシリーズ累計45万部。2013年12月9日にテレビドラマ化された。
2014年3月に、シリーズ奇数巻に登場する、SRO最大の敵である近藤房子の半生を房子自身が語るスピンオフ『房子という女』が刊行された。2022年3月、最新刊のシリーズ10冊目にあたる『SRO IX ストレートシューター』が刊行された。書籍に巻かれた帯には「ついに1stシーズン完結？」とあるが本文中にシリーズの完結を示唆する言葉がある訳ではない。
なお各巻は独立した事件を扱っているがオムニバスではなく、時系列で全て連続している。シリーズの時間軸は、I→II→III→IV→V→episode 0→VI→VII→VIII→IXの順となっている。

## シリーズ一覧
- SRO 警視庁広域捜査専任特別調査室（2009年10月 C★NOVELS / 2010年11月 中公文庫）
- SRO II 死の天使（2011年1月 中公文庫）
- SRO III キラークィーン（2011年3月 中公文庫）
- SRO IV 黒い羊（2011年12月 中公文庫）
- SRO V ボディーファーム（2013年3月 中公文庫）
- SRO episode 0 房子という女（2014年3月 中央公論新社）
- SRO VI 四重人格（2015年9月 中公文庫）
- SRO VII ブラックナイト（2017年7月 中公文庫）
- SRO VIII 名前のない馬たち（2019年7月 中公文庫）
- SRO IX　ストレートシューター（2022年3月　中公文庫）

## あらすじ
警視庁刑事部に「警視庁広域捜査専任特別調査室」 (Special Research Office for Extensive Investigation) 、別名：SROが新設される。メンバーは7名のうち、5名がキャリアという異色の構成で、各都道府県警の管轄を越えて捜査できる日本版FBIとも言われる花形部署と思われていたが、その実、メンバー全員がワケありのエリートたちだった。
SRO 1
警視庁に広域捜査を専門に行う調査室、通称SROが新設され、警視長の山根室長をはじめ、警視正2人、警視1人、警部1人、事務員2人とわずか7人の小所帯に5人ものキャリアが集結する。花形部署と思われていたSROだったが、その存続を望まない者やある別の思惑を持つ者が送り込んだスパイの存在により、メンバー間の苛立ちが募り、SROは早々に空中分解寸前となるが、都市伝説化していたシリアルキラー「ドクター」の事件を通じて次第にまとまっていく。事件の調査で出張したメンバーが忘れた重要書類を届けにいった女性事務員が行方不明になり、ドクターに拉致されたと感づいたメンバーたちが、結束して救出に向かう。
SRO 2 死の天使
栃木県の下野東方病院の関係者の間では、末期癌患者など完治する見込みがない患者が「早く死にたい」と願うと、その願いを叶えてくれる〈死の天使〉がいるという噂がまことしやかに囁かれていた。
SROはドクター逮捕時の手続きを問題視され、尾形と針谷が有給休暇という名の謹慎処分を受け、残ったメンバーも目立たない行動を取らないよう命じられていた。そんな時、下野東方病院の元看護師から患者死亡の責任を取らされ不当解雇されたと訴える投書から疑問を抱いた新九郎は、死亡事由と原疾患が異なる同病院の死亡患者について調べ始める。
SRO 3 キラークィーン
ドクターこと近藤房子が逮捕されて2ヵ月弱、黙秘を続けていた房子の元に、弁護士を通じて「Mに従え」というメッセージが相次いで届く。SRO室長・山根新九郎は、取調べに難航する東京地検から房子との面会を要請される。
世間では房子は“キラークィーン”との異名を取り、若者から崇められていた。かつて巨大振り込め詐欺グループを率い、巨万の富を得た氷室舜一と桐野宗介の2人の若者も、ある理由から房子に執着し、地検への押送中の房子を奪還する計画を練る。かくして房子は自由の身になり、自分を逮捕したSROに仕返しをしようと企むが、房子の逃亡を助けた氷室らに別の危機が迫っていた。
SRO 4 黒い羊
SROに初めて協力要請が届く。要請してきたのは法務省の役人で、14歳の時に家族4人を殺し医療少年院に入院していた青年・太刀川遼一が、退院後働きながら暮らしていた北海道のペンションから姿を消したという。遼一と揉めていたという宿泊客の大学生も同時期に連絡が取れなくなっており、法務省の人間は遼一が事件に巻き込まれた可能性を心配しているようだったが、SROのメンバーは遼一の再犯を疑う。世間の注目を集めた遼一の矯正プログラムが失敗したなどとはあってはならないことであり、遼一の捜索が始まる。
一方、「警視庁のダーティハリー」の異名を取る針谷は、過去の事件についてフリージャーナリストから取材の申し込みをされ、取材を受けなければ（針谷が射殺した犯人の妻子で、静かな暮らしを望んでいる）松井親子に取材をする、と脅迫めいた要求を受ける。
SRO 5 ボディーファーム
逃亡中の近藤房子は、警察の目をかいくぐり、伊勢原市で潜伏生活を送っていたが、太刀川遼一事件を解決したSROの活躍ぶりをテレビで知り、再びシリアルキラーとしての本領発揮を決意し、山根に宣戦布告の電話をかける。今頃、頭脳明晰で容姿端麗な麗子が事件のトラウマで精神を崩壊して苦しんでいるだろうと思っていたのに、早々と仕事に復帰していることが、房子の嗜虐心に火を着けたのだった。
しかし、警察を嘲笑うかのように房子は凶行を重ね、しびれを切らした上層部は、房子が執着する麗子を囮にしてでも捕まえろと叱責する。
SRO 0 房子という女
重傷を負い、入院中の近藤房子が自らの半生を語る。
SRO 6 四重人格
最大の敵、近藤房子の逮捕により麗子が離脱、尾形も家庭の問題で休職し、SROは再び投書に目を通す日々を送っていた。静岡の実家で療養していた麗子は危険な目に遭ったことを理由に、市役所勤めの父親から、警察を辞め部下との結婚を勧められていた。自分の今後に迷いが生じていた麗子だったが、母の友人から相談を受けた中学生の孫娘の失踪事件を解決したことで復職を決意する。
事件を探していた山根は、トリカブトを使用した連続不審死事件が東京と秋田で相次いでいることに気が付く。
『読売新聞』会員制ウェブサイト「読売プレミアム」にて2014年6月1日から2015年7月30日まで連載された。

## 用語
SRO（エスアールオー）
広域捜査専任特別調査室 (Special Research Office for Extensive Investigation) の略称 で、長い名前を麗子が省略した。
警視庁北棟地下1階にある、アメリカのFBIを模して作られた部署。始業時間（8時30分）になると、ワーグナーの「マイスタージンガー」が流される。
広域捜査の指導に専権を持っていた警察庁は、SROの存続を望んでおらず、結局どこかの縄張りを荒らすことになる警視庁も同様である。
日本警察の最高頭脳を結集するという趣旨に基づき、わずか7人の小所帯にキャリアが5人という異例のメンバー構成である。しかしその実態は、何らかの事情や過去の経歴に傷があるエリート崩れが、押し込められた訳ありの部署である。
設立の経緯
凶悪犯罪の増加に対応するため、凶悪犯の行動分析や捜査方法に関して優れたノウハウを持つアメリカへ留学先を派遣することになり、階級や性別を問わず選抜試験に志願でき、1名が3年間派遣されることとなった。500人の応募者が一次の学科試験で50人まで絞られ、二次試験の英作文を制限時間内に書き上げることができたのは、山根新九郎と胡桃沢大介を含むわずか7人だった。

マザー
警察庁にあるスーパーコンピューター。日本中の警察に関する情報と、警察が集めた情報が一元的に集中管理されている。その存在自体がトップシークレットであり、警察関係者でも存在を知る者は少なく、話題にすることも禁じられている。アクセス許可を持つのは、犯罪捜査に関係する部門の部長以上の役職に就いており、且つ、警視長以上の階級の者に限られる。山根の嘆願により麗子に例外中の例外として許可が下りる。公共交通機関の防犯カメラなどにもアクセスできる。

## 登場人物

### 広域捜査専任特別調査室
山根 新九郎（やまね しんくろう）
SRO室長。日本で唯一の広域捜査専任特別調査官 警視長。39歳。身長185cm、体重70kg。『マザー』へのアクセス許可を有する。
父親は元東京第一方面本部長。アメリカ留学で、1年目はカリフォルニア大学で犯罪行動心理学を、2年目はヴァージニア州クアンティコのFBIアカデミーでプロファイリングを学び、最後の1年は行動分析課のオブザーバーとして実際の捜査に参加した。帰国後、FBIで学んだ成果を日本の国情に合うよう研究し、管轄に縛られずに広域捜査を行う組織の新設を警視総監に提言した。その後、来日したアメリカ司法長官の帰国前夜に大使館で行われた内輪のパーティーに、警視総監と警察庁長官と共に招待され、サプライズゲストとして登場した総理大臣に直談判し、その場で警察庁長官と警視総監にSRO設立が命じられた。
高校生の時に、海で溺れそうになったことがきっかけで、いつ死んでも後悔しないように、どんなに面倒なことでも手抜きをしないように心がけている。
独身で実家暮らし。家族は、父・敏郎と母・伊勢（いせ）。妹・静香は結婚して家を出ている。昆虫オタクで、中庭に飼育小屋があり、静香の結婚後は、彼女の部屋も飼育小屋になった。朝は昆虫の世話をすることから始まる。映画『ミザリー』の主演キャシー・ベイツに因んで「キャシー」と名付けた、体長9センチのチリ産のメスのバードイーターが自慢の1匹。
愛読書は『源氏物語』で、特に『宇治十帖』が好き。
芝原 麗子（しばはら れいこ）
SRO副室長 警視正。32歳。
東大法学部卒。身長173cm、体重52kgのすらりとした体型。股下が90cmあり、マックスマーラの黒いスーツを着こなす。
口を閉じて笑っていれば清楚な美人にしか見えないが、実際は非常に気が強い。元警察庁情報通信局課長補佐で、コンピュータの扱いに長けている。空手2段。副室長のポストを警察庁が得るため、32歳という異例の若さで警視正に昇進した。SROの動きを知らせるよう胡桃沢に命じられ、盗聴器を仕掛けていたが、ドクター事件を機に翻意し、SROメンバーとして仕事に従事している。
実家は静岡県静岡市の中心部。父・信輝は市役所勤め、母・美登利は主婦。親から仕送りを受けており、優雅な一人暮らしを送っている。自宅マンションは、脱ぎ捨てられた衣類や空のペットボトルなどのゴミで、足の踏み場もないほど散らかっており、鼻を刺すような異臭が漂い、ゴキブリもいるが、見ないようにしている。浴槽も湯垢で変色し、底に黒っぽい水が溜まり、カビが生えているが、普段はシャワーのみで、湯船には入らないため気にしていない。月に一度、シティホテルのミニスイートで清潔で広いお風呂に入る。子供の頃は、授業に集中できず、じっと座っていられなかったり、片付けができず、自分の思い通りにならないと暴力に訴える問題児だった。小学4年生の時に精神科に連れて行かれ、治療の甲斐があり、中学生になる頃には、外で異常な行動を取ることもなくなり、真面目で成績優秀な生徒になった。外で我慢する分、家庭内にその反動が出たが、両親は他人に迷惑をかけるより、自分たちが我慢すればいいと納得した。麗子自身も、病気とうまく付き合っていくため、外では非の打ち所のない完璧なエリートの仮面を付け、家で解放することで折り合いをつけている。友人や恋人を家に呼ぶことができず、病気を打ち明ける勇気もないため、結婚は諦めている。ゴミにまみれて暮らすことは気にならないが、逆に片付きすぎた清潔な部屋には窮屈さを感じる。
房子の事件後は、凄惨な事件に巻き込まれたこと、病が治っていないことが両親に露見してしまい、仕事を辞めて実家に戻るよう言われながらも、仕事に復帰した。しかし、美人で優秀な警察官という点が房子の癪に障り、以後執拗に狙われる羽目になる。
尾形 洋輔（おがた ようすけ）
SROの一員。警視正。42歳。身長165cm、肌が浅黒く、顔が引き締まっている。
白髪のない黒髪をポマードでべっとりと撫でつけ、安っぽいスーツを着ている。マル暴の刑事かと思われるほど人相が悪い。柔道3段。
東大法学部卒。大井署刑事部長を5年務めた後、第二方面本部次長を務め、警視庁刑事部への異動が決まっていたが、裏金を私的流用した上司を殴り、SROへの異動となった。現場の警察官としては優秀で、部下からも慕われていたが、他にも似たような暴力事件を過去に起こしたことがあったため、出世が遅かった。人一倍、情にもろく、部下思いの熱い男だが、照れ屋であるため、わざと乱暴な口を利いて自分を隠そうとする。阿部刑事部長には頭が上がらず、借りてきた猫のように大人しくなる。思ったことは口に出さずにいられない性格で、度々麗子と衝突する。
10歳の息子・誠が春休み明けから不登校になり、妻・敏江は鬱状態で、姑と家事代行サービスの利用で生活が成り立っており、気が休まらない。房子逮捕後、帰宅後に誠に果物ナイフで刺され、妻の入院、息子の引きこもりなどに対応するため休職。カウンセラーの意見には納得できないながらも、家族の再生のためと受け入れる。
針谷 太一（はりや たいち）
SROの一員。警視。30歳。通称ハリー。身長185cm前後、長身だが大男という感じではなく精悍な感じ。ハンサムな顔立ち。ファッションセンスがあり、レイバンのサングラスをかけ、薄手のレザージャケットにリーヴァイスのアンティークジーンズといった高級品をそつなく着こなす。
東大法学部卒。警察大学校を出てから警察庁へ入庁。3年前の捜査三課時代、窃盗事件捜査中にコンビニ強盗の緊急無線を聞き、現場へ急行し、婦警を人質にしていた前科多数の男を射殺し、その功績が認められて捜査一課へ異動。「警視庁のダーティー・ハリー」というあだ名を付けられる。2年前の一課時代には、前述の事件で人質になり、後に退職した婦警を見舞う途中に偶然通り魔事件に遭遇し、犯人の坂本を射殺した。世間からの批判はなかったが、2年連続の射殺事件を起こした針谷を擁護する声は警察内には皆無で、交通部に異動となった。2度の発砲事件を起こしながら退職しなかったのは、父親が与党の大物議員であることが関係している。急所を外せば坂本は死ななかった、自分は人殺し同然だと後悔しており、SRO異動後、坂本の遺族である元妻・松井由美に謝罪と辞職の報告に行った際、またしても刃物を振り回す男が坂本の娘・由香を人質に取る事件に遭遇し、発砲し助けた。由美から辞める必要はないと言われたことで、背負ってきた十字架が軽くなり、SROの一員として職務を全うする決意が固まった。
父・健一郎は、当選5回の衆議院議員、民友党副幹事長、64歳。母・美由紀は58歳。兄・耕介は32歳、父の秘書を務めており、結婚し子供もおり、世田谷区のマンションで暮らしている。
高校時代からクリント・イーストウッドのファン。何につけても兄と比較され、東大法学部に進む実力も兄の前では霞んでしまい、高校1年生の終わり頃には耕介に追いつこうとする努力をやめ、一家の出来損ないだという事実を受け入れることで、心が解放された。兄から警察を辞め政治家になるよう勧められる。
川久保 淳一（かわくぼ じゅんいち）
SROの一員。警視。26歳。身長180cm以上、体重65kg程度、色白で、ひょろりとした細身の体型。目鼻立ちの整ったイケメンだが、どことなくおどおどとしており、目に落ち着きがない。
東大法学部卒。埼玉県警捜査三課からSROへ異動してきた。入庁後の現場研修後、学生時代から付き合っていた女性へのストーカー行為で訴えられ、埼玉県警への異動となった。高校・大学の先輩である胡桃沢から、SROのスパイをすれば警察庁に戻すと言われ、SROへ異動。ドクター事件後、メンバー、特に尾形から非難を浴びるが、木戸の言葉もあり、SROに残ることを許される。
富田 直次郎（とみた なおじろう）
SROの一員。58歳。総務・会計担当の課長。
仕事にも人生にも疲れたような貧相な中年男。存在感が薄い。元総務部会計課（警視庁全体の予算を扱う部署）。税理士の資格も持っている。警察の裏金について記したブラックノートを持っており、富田を飼い殺しにするためにSROが設立されたという裏の事情がある。ドクター事件の犯人逮捕時の行動が問題視され、SRO廃止が決まるが、ブラックノートの存在を盾に、上層部に翻意させる。どんな些細なこともメモを取る癖があり、日記帳兼備忘録のようになっている。会計課時代、裏金作りに追われ、精神的に追い詰められ、自殺を考えたこともあった。同僚の自殺が良くも悪くも自身の自殺を思いとどまるきっかけとなった。
木戸 沙織（きど さおり）
SROの一員。24歳。総務・会計担当の主任。
平凡な20代前半の女。派手な化粧をしている。暇さえあればネイルケアに勤しんでいる。元警務部警務課（職員の給与計算や経費の払い出しを担当する部署）。
14年前に失踪した叔母の事件を解決したいとの強い思いから、SROへの異動を希望し、富田のスパイをし、ブラックノートのありかを探るのと引き換えに異動が認められた。
ドクター事件で近藤房子に拉致・拷問され、腹と胸を刺され生死の境をさ迷った。急性ストレス障害を発症し、房子の名に怯えながらも仕事に復帰したが、押送中に逃走した房子に家族もろとも狙われ、再び心身に深い傷を負い、休職中。『SRO6 四重人格』より復帰。

### 警察関係者
夏目 悠太郎（なつめ ゆうたろう）
科学警察研究所主任研究員。42歳。法科学第一部。自称身長170cm、体重120kg。力士のような体格の巨漢。山根と同じく昆虫マニア。
側頭部に申し訳程度に髪の毛があるが、頭頂部は河童のように禿げ上がっている。美人に弱く、麗子に一方的に好意を抱いており、麗子はその好意を利用して、山根が依頼する仕事をはかどらせている。非常に図々しい性格で、新九郎から昆虫の世話を頼まれると、お土産として高級食材の見返りを要求したり、昆虫の世話のために山根家に行く際には、伊勢が閉口するほど傍若無人な振る舞いをする。
梅崎 良夫（うめざき よしお）
警視庁警務部装備課課長。40歳。山根とは昆虫好き同士で仲が良く、時には希少な昆虫の譲渡を条件に頼み事を聞かされることもある。
阿部 忠雄（あべ ただお）
警視庁刑事部長。54歳。警視監。山根の父の部下だった。次期副総監就任を確実視されている。
門奈 義雄（もんな よしお）
警視庁捜査一課三係 巡査長。尾形が駆け出しの頃に捜査のイロハを教わった。
坊屋 久美子（ぼうや くみこ）
警視庁捜査一課三係 巡査部長。瓜実顔の整った顔立ちをしているが、化粧気はほとんどない。目尻がやや釣り上がっているため、きつい印象を与える。ミニパトからの叩き上げで、自分が性別で差別を受けていないか異様に気にかけており、ちょっとした雑用にも女だからさせられているのではないかと疑い、眉をひそめる傾向がある。別名「三係の鉄の女」。
門奈を房子の凶刃から守れなかったことで一課内で冷遇されるようになり、房子への復讐を誓い、SROへの加入を希望する。
バツイチで子どもがいる。家は幕張にあり、房子逮捕後に、特例措置で千葉県の幕張海岸署へ異動となる。
胡桃沢 大介（くるみざわ だいすけ）
警察庁長官官房所属理事官。39歳。SROの内情を調査し、報告するよう麗子に命じる。

### その他
近藤 房子（こんどう ふさこ）
夫・一郎と共に近藤薬局を営む薬剤師。世田谷区の豪邸に住む。50代。少年サッカーチーム「羽根木トリトンズ」の世話役を無償でしており、父兄からの信頼も厚い。
関東近県で若い女性を拉致・拷問し殺害し、警察内部で半ば都市伝説的に「ドクター」と呼ばれていた最凶の連続殺人犯。逮捕時は夫に逆らえなかった貞淑な妻を演じていたが、山根のプロファイリングによりその仮面が剥がされた。検察の取り調べでは黙秘を貫き、山根との面会を要求していた。取り調べのための地検への押送中、房子を信奉する若者らによって逃亡が叶い、警察の追っ手を振り切って逃げ切る。逃亡中にも殺人を犯す。伊勢原市で足の不自由な老女に取り入り、潜伏生活を送っていたが、太刀川遼一事件を解決したSROの活躍をテレビの報道で知り、潜伏生活に飽き始めていたこともあり、老女を殺害した上で、山根に電話をかけ宣戦布告する。人が苦しむのを見ることを無上の喜びとする。これまでに殺害した被害者のうち、特に気に入った容貌の遺体にエンバーミング処置を施し、秘密の地下防空壕に陳列して、一郎と楽しんでいた。坊屋の狙撃により、逮捕される。
京都府伏見出身。旧姓・大須賀。酒を飲むと暴力を振るう父親と、子供嫌いの母親に育てられた。3つ上の姉・祐子がいたが、房子が小学6年生の時に自殺した。原因は進路の悩みとされたが、父親からの性的虐待が本当の原因であったことが、房子自身が身を以て悟り、事故に見せかけて父親を殺した。娘と夫の保険金で悠々自適の生活を送っていた母親は、男を家に連れ込むようになり、母親の不在時に高校生の房子に迫ったことが房子の怒りを買い、結婚を拒まれた母親による無理心中を偽装して2人を殺した。
大学3年生の時に悪性卵巣腫瘍が見つかり、両卵巣を全摘出、入院中に、骨折で入院していた後に夫となる近藤一郎と出会う。一郎が自分と似た性質の持ち主であることに感づき、情緒不安定になっていた敏美、短慮気味の博之、博之が新たに仲間に引き入れようとした女子大生を一郎と共に殺害し、更に、望月と親戚関係にあり、彼の失踪を不審に思っていた京都府警の刑事を始末した。大学卒業後に一郎と結婚し、東京へ引っ越し、密かに犯行を重ねていった。
鈴木 花子（すずき はなこ）
新九郎の見合い相手。山田花子と容貌が似ている。『源氏物語』の宇治十帖が好きという共通点から、新九郎は結婚に前向きになったが、花子は断った。房子逮捕後に、新九郎が気まぐれに立ち寄った美術展で再会する。
篠原 貴子（しのはら たかこ）
フリーライター。針谷が初めて射殺した榎本美智夫のいとこ。針谷を、法に守られた殺人者として糾弾する記事を書くが、針谷の兄・耕介によってもみ消される。シングルマザーで、保育園の息子がいる。みかじめ料の支払いを拒否した老夫婦の居酒屋に軽自動車を突っ込ませた暴力団を告発する記事を書いて以来、嫌がらせを受けている。

### 各巻の登場人物
SRO１
ドクター
20代後半から30代前半の女性の白骨化した遺体で、治療痕のある歯が抜かれていたり、指が第一関節から切断されているなど、まるで医師による手術のような処置が施され、且つ石灰がかけられていた痕跡があり、遺体の身元が不明のままの未解決の事件の犯人を呼ぶ時の仮称。正体は近藤薬局の近藤一郎・房子夫妻であった。

SRO2
琥珀 静一郎（こはく せいいちろう）
下野東方病院副院長兼外科部長。敬虔なクリスチャン。17年前、旅行先のイタリアで妻子を亡くしたことを神の思し召しだと思うことで乗り越え、神の使命として死を望む患者に感染症を引き起こさせ、死に至らしめていた。

SRO3
氷室 舜一（ひむろ しゅんいち）
端正な顔立ちをした長身痩躯の男。28歳。桐野と共に振り込め詐欺グループを率い、巨万の富を築き上げた後、引退した。
桐野 宗介（きりの そうすけ）
舜一の高校時代の後輩。27歳。舜一と2人でいる時は「ヒムさん」「キリー」と呼び合っている。
劉 真市（りゅう しんいち）
中国残留孤児三世。振り込め詐欺グループの元ナンバー3で、氷室らからグループを買い上げ、現在リーダーを務めている。

SRO4
太刀川 遼一（たちかわ りょういち）
21歳。14歳の時に家族4人を殺し、神戸連続児童殺傷事件以来の凶悪少年犯罪事案として注目を浴びた。退院後、北海道富良野地方のペンションで働きながら暮らしていたが、姿を消す。
蛾と蛹に執着しており、両親と祖父を刺殺し、妹を絞殺した後、死体を寝袋に入れ、警察に発見されるまで、その側に座り込んでいた。警察に事情を聞かれ、「蛹にしたかった、羽化するのを待っていた」と答え、精神鑑定を受け、医療少年院に入院した。この事件はマスコミによって「クリサリス（蛹）・マーダー事件」と呼ばれた。
清家 美沙子（せいけ みさこ）
関東医療少年院医官。精神分析を専門とする。42歳。遼一が入院した当初からの担当官。
元橋 康平（もとはし こうへい）
安政学院大学2年生。スポーツ系サークル「スティープルチェイス」のメンバー。合宿が解散した後、1人で東北へ渡り、しばらくした後、連絡が取れなくなる。

SRO6
林葉 秀秋（はやしば ひであき）
29歳。芝公園近くの40階建てマンションの最上階に住む。愛読書は『易経』と『五輪書』。「クリーナー」「リッパー」「ネフェルティティ」「プリンス」の4つの人格を使い分けて殺人の依頼を遂行するプロの殺し屋。
長坂 文弥（ながさか ふみや）
幼稚園から中学校まで同じだった、麗子の幼なじみ。東京の大学卒業後、静岡に戻り、市役所に就職し、信輝（麗子の父）の部下になった。才色兼備の麗子は高嶺の花だった。
宇佐美 利家（うさみ としいえ）
54歳。表向きは古美術商、裏の世界では「仲介人」と呼ばれる。

## テレビドラマ
2013年12月9日、TBS「月曜ゴールデン特別企画」として放送。

### キャスト
- 芝原麗子 - 木村佳乃[2]
- 山根新九郎 - 田辺誠一
- 尾形洋輔 - 木下隆行 (TKO)
- 富田直次郎 - 日野陽仁
- 針谷太一 - 徳山秀典
- 木戸沙織 - 安藤玉恵
- 胡桃沢大介 - 山口馬木也
- 近藤一郎（サッカークラブ監督） - 温水洋一
- 近藤房子（近藤一郎の妻）- 戸田恵子
- （森島恭子の父） - 松澤一之
- 森島純江（恭子の母） - 梅沢昌代
- 近藤聡（近藤一郎の亡き息子）- 升水柚希
- 総理大臣 - 並樹史朗
- キャバクラのホステス - 齊藤夢愛、立花彩野、森山サキ、高橋亜由美
- 大場（鑑識官） - 諏訪太郎
- 鑑識官 - 向井恭介
- かつて針谷が射殺した通り魔 - 芸利古雄
- 通り魔の娘 - 大庭愛未
- 青少年センター職員 - 花ヶ前浩一
- サッカークラブ部員 - 藤本飛龍、石川樹
- 片桐（西島美佳失踪時の捜査を担当した警官） - 吉満涼太

### スタッフ
- 脚本 - 川嶋澄乃
- 演出・プロデュース - 佐々木章光
- EDテーマ - chay「Just on my way」
- 選曲 - 辻田昇司
- CG - マリンポスト
- 技斗 - 高瀬将嗣
- ガンエフェクト - 芦野広忠
- カースタント - 海藤幸広
- 技術協力 - ビデオフォーカス
- 照明協力 - Kカンパニー
- 美術協力 - フジアール
- ポスプロ - ビーグル
- 警察監修 - 吉川佑二
- 企画協力 - 酒巻浩史
- TBS編成 - 加藤新
- プロデュース - 石田義一、吉川厚志
- 製作 - TBS、テレパック